# Микола Нагорянський
Микола Нагорянський (прізвище також Нагірянський; 12 лютого 1879, Бучач — 19 листопада 1943, Варшава) — український греко-католицький священник, доктор богослов'я, член львівської митрополичої консисторії, капелан в австрійській армії та війську польському, прокуратор при апостольській нунціатурі і міністерстві віроісповідань у Варшаві.

## Життєпис
Народився 12 лютого 1879 року в м. Бучач на Тернопіллі. Навчався в Станиславівській гімназії. Восени 1900 року вступив до Львівської духовної семінарії і розпочав навчання на Богословському факультеті Львівського університету. Наступного року у зв'язку із сецесією українських студентів Львівського університету перейшов на богословський факультет Віденського університету (там закінчив 2-й рік богослов'я). У 1902 році повернувся до Львова і в 1904 році завершив богословські студії. Після семінарії направлений на подальше навчання до Відня в інститут Авґустинеум, звідки після року перевівся до Інсбрука (прибув 4 жовтня 1905, завершив 10 липня 1907). У 1907 році був висвячений на священника. 8 лютого 1908 року захистив у Відні докторську дисертацію з богослов'я «Die Apollonius Lehre im Zusammenhange mit Häresien des 3 und 4 Jahrhundertes und ihre Bedeutung in der christlichen Kirchengeschichte».
Після закінчення вищих студій працював шкільним катехитом у Підгайцях (1908—1909). Призначений капеланом у австрійському війську спочатку у Львові (1910), потім у Станиславові (1911—1912), згодом став референтом справ греко-католицького духовенства в курії австрійського військового вікаріяту у Відні. З 1920 року виконував обов'язки капелана в ранзі декана і в званні підполковника в польскому війську. У Варшаві був прокуратором при апостольській нунціатурі і міністерстві віровизнань (перед 1924). 13 січня 1934 року Папа Пій XI номінував о. Нагорянського апостольським адміністратором Лемківщини, але той відмовився, посилаючись на немолодий вік і поганий стан здоров'я. 31 березня 1934 року вийшов на пенсію.
Помер 19 листопада 1943 року у Варшаві, похований на військовому цвинтарі Повознки (поле А21, 5 ряд, 27 могила).

## Нагороди
- Хрест «За заслуги перед Церквою і Папою»
- Титул Папський шамбелян
- Духовний хрест заслуг II ступеня на білій стрічці (нім. Geistliches Verdienstkreuz 2. Klasse am weissen Bande)[8]
- Золотий хрест заслуги з короною (нім. Goldenes Verdienstkreuz mit der Krone)[8]